# Andreea Ehritt-Vanc
Andreea Ehritt-Vanc (født 6. oktober 1973 i Timişoara, Rumænien) er en kvindelig tidligere professionel tennisspiller fra Rumænien.
Andreea Ehritt-Vanc højeste rangering på WTA single rangliste var som nummer 135, hvilket hun opnåede 17. februar 2003. I double er den bedste placering nummer 40, hvilket blev opnået 8. maj 2006. 